# Park Narodowy Sagarmatha
Park Narodowy Sagarmatha – park narodowy położony w północno-wschodnim Nepalu, w paśmie Wielkich Himalajów, w górnym zlewisku rzeki Dudh Kosi. 
Utworzony został w 1976, a w 1979 wpisano go na listę Światowego Dziedzictwa UNESCO. Zajmuje obszar 1148 km². Prawie cała powierzchnia Parku położona jest powyżej 3000 m n.p.m. Znajdują się na jego terenie trzy ośmiotysięczniki: Mount Everest, Lhotse i Czo Oju.

## Flora
W parku występuje flora charakterystyczna dla stref wysokogórskich. Najniższa strefa to strefa subalpejska rozciągająca się pomiędzy 3000 a 4000 m n.p.m. W jej dolnym piętrze rosną drzewostany złożone głównie z sosny himalajskiej z domieszką dębu oraz jałowca, który często przybiera formy drzewiaste. W wyższych partiach pojawia się drzewostan jodłowy z domieszką brzozy i charakterystycznych dla Himalajów drzewiastych różaneczników.
Powyżej 4000 m n.p.m. rozpoczyna się strefa alpejska. Rosną tu głównie krzewy różaneczników, berberysów, irg i jałowca oraz byliny – różne gatunki traw, astry, goryczka i maki. Ze wzrostem wysokości szata roślinna staje się coraz bardziej uboga. Całkowicie zanika na granicy wiecznych śniegów, która w Himalajach znajduje się na wysokości około 5600 m n.p.m.

## Fauna
Ostry klimat i ciężkie warunki bytowe nie zachęcają zwierząt do życia w tak surowym środowisku. Mimo to spotkać tu można przedstawicieli rodziny krętorogich - gorale, kozły serau, tary himalajskie. Te ostatnie podobne do naszych kozic, mogą występować na wysokości ponad 4000 m n.p.m. 
W lasach Sagarmath żyją dwa gatunki z rodziny jeleniowatych: piżmowiec syberyjski i mundżak indyjski, najbardziej prymitywni przedstawiciele tej rodziny.
Mniejsze ssaki reprezentuje szczekuszka, zając, łasica i ryjówka. 
W Parku występuje około 30 gatunków ptaków. Najbardziej charakterystycznym dla Himalajów jest bażant himalajski. Sporadycznie spotkać można również niedźwiedzia himalajskiego oraz wilka.